# Kryptorchisme
Kryptorchisme er en sygdom, som betegner situationen når en mands ene (ensidig kryptorchisme) eller begge (dobbelt kryptorchisme) testikler ikke falder ned i pungen.